# Lycomorpha drucei
Lycomorpha drucei är en fjärilsart som beskrevs av George Francis Hampson 1901. Lycomorpha drucei ingår i släktet Lycomorpha och familjen björnspinnare. Inga underarter finns listade i Catalogue of Life.